# Aurivillius arata
Aurivillius arata är en fjärilsart som beskrevs av John Obadiah Westwood 1849. Aurivillius arata ingår i släktet Aurivillius och familjen påfågelsspinnare. Inga underarter finns listade i Catalogue of Life.